# Glen A. Larson
Glen Albert Larson (ur. 3 stycznia 1937 w Long Beach, zm. 14 listopada 2014 w Santa Monica) – amerykański scenarzysta i producent filmowy.

## Filmografia
producent
- 1971: Alias Smith and Jones
- 1977: Benny and Barney: misja w Las Vegas
- 1982: Knight Rider
- 1999: Broń nowej ery

scenarzysta
- 1971: Alias Smith and Jones
- 1978: Wieczór w Bizancjum
- 1982: Knight Rider
- 1997: NightMan
- 2012: Battlestar Galactica: Blood and Chrome

## Wyróżnienia
Posiada swoją gwiazdę na Hollywoodzkiej Alei Gwiazd.